# Адал

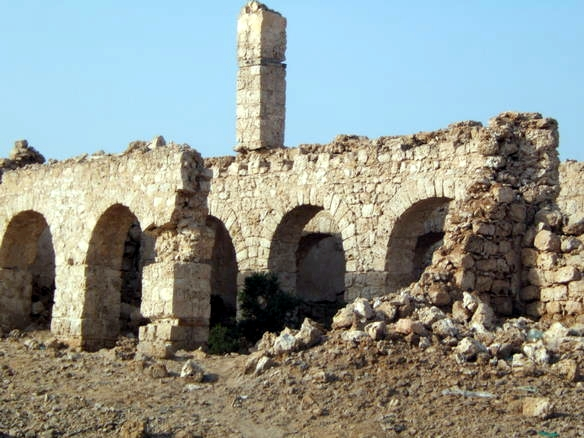
Руїни Сайли часів султанату Адал

Султанат Ад́ал, або Адаль — середньовічна держава, що існувала з XII до середини XVI століття.  в районі Сомалійського півострова на сході Африки. Етнічну основу султанату складали семітомовні (адарі, аргобба тощо) та кушитомовні (афар, сомалі тощо) народи.

## Історія

### Передісторія
Середньовічна історія північно-східної Африки значною мірою відображує історію протистояння християнської Ефіопії та її ісламського оточення. Після завоювання мусульманами в 642 році Єгипту та припинення у другій половині XIII столітті хрестових походів на Близький Схід, Ефіопія виявилась цілковито відрізаною від решти християнського світу, й у першу чергу від свого давнього природного союзника — Візантії. До XVI століття закінчилась ісламізація території сучасного Судану, ще раніше іслам поширився у прибережних районах Еритреї та Сомалі.
У XIII столітті на узбережжі Сомалі виник султанат Іфат і з 1285 року він розширився у західному напрямку, до самої східної частини високогір'я в Шоа. Приблизно в той же час в Ефіопії відбувалась запекла боротьба за владу. 1270 року юдейська династія Загве, що правила Ефіопією та походила з народності фалаші (частина агау), була скинута прибічниками Соломонової династії, що правила у західному Шоа. У XIV столітті Адал був одним з васальних князівств Іфату — еміратом. У 1320–1344 роках імператор Амда Сейон I розгромив і спустошив кілька ісламських султанатів та еміратів, однак Іфат відчайдушно опирався його натиску. Нащадок Амди Сейона, імператор Девіт I, здійснив 1381 року успішний похід на Єгипет. 1374 був розбитий і загинув султан Іфату Хаквадін II. Така ж доля чекала й на султана Саад ад-Діна, який правив після нього. Столиця султанату місто Сайла (поблизу сучасного міста Джибуті) була зруйнована імператором Єшаком.

### Заснування і розквіт
На місці Іфату на узбережжі Аденської затоки у 1413 році було засновано султанат Адал династії Уалашма зі столицею в Даккарі поблизу з Харером. Першим султаном проголешено Сабр ад-Діна II, сина еміра Сабр ад-Діна I. Територія Адалу охоплювала південну Еритрею, північне Сомалі та Джибуті, а також ефіопські регіони Афар, Данакіль, Харер і Огаден, в яких дотепер проживає переважно мусульманське населення. З початку XVI століття влада султанів Валашма стала номінальною, державою правив емір Магфуз. 1516 року ефіопська армія під командуванням імператора Девіта II розбила війська Адалу, а його емір Магфуз загинув.

### Експансія
Нового розвитку історія Адалу набула після того як воєначальник і зять покійного еміра Магфуза, Ахмад ібн Ібрагім аль-Ґазі на прізвисько Шульга, 1520 року усунув від влади султана Абу Бакра та зайняв трон. Він об'єднав під своєю владою мусульман-кочівників племен оромо, сомалі й афарів та 1527 року оголосив християнам джихад. До його війська також приєднались юдеї-фалаші. У битві при Шимба-Каре мусульманське військо чисельністю 12 000 чоловік піхоти й 600 вершників, зазнавши втрат 5 000 убитими, розгромило ефіопське військо з 200 000 піхотинців і 16 000 вершників. Отримавши допомогу турецьких військ, Ахмад ібн Ібрагім, здійснивши кілька походів, до 1533 року захопив майже всю Ефіопію. Не зайнятими ворогом виявились тільки землі Ефіопського високогір'я. Країна була спустошена кочівниками, християнські святині були зруйновані. Імператор Девіт II утік і помер 1540 року, спадкоємець престолу потрапив у полон, а вдова імператора була взята в облогу у столиці.

### Занепад
Тільки за допомоги португальських союзників Ефіопія змогла відбити той мусульманський натиск і вигнати загарбників. 1538 року турки взяли Аден, однак португальська ескадра під командуванням Кріштована да Гами, що прибула 1541 року до берегів східної Африки, блокувала турків, бомбардувала Сайлу та Могадишо, а потім висадила на допомогу ефіопським військам загін озброєних вогнепальною зброєю солдатів чисельністю 400 чоловік. Султан Ахмад ібн Ібрагим загинув у битві на озері Тана. 1559 року в столиці султанату був убитий спадкоємець Ахмада, Баракат. Новий султан, племінник Ахмада, Нур ібн Муджахід, спочатку зумів зупинити наступ ефіопів і португальців, у боротьбі з ним навіть загинув імператор Ґелавдевос, однак зрештою також був розбитий 1567 року, як і його спадкоємець Могаммед ібн Наср, загиблий 1576 року. Після тих поразок мусульман до ефіопської області Тиграї двічі, у 1578 та 1589 роках, вторгались з захопленого ними ще 1557 року порту Массава турецькі війська, утім обидва рази були відбиті зі значними втратами серед нападників.
Війни 1525-1577 років з Ефіопською імперією та племенами оромо призвели до повного виснаження країни, більшість міст збезлюднилась. На території султанату Адал, що розвалився, виник новий султанат Харер, населений переважно племенами афар та оромо. Район Сайли потрапив під вплив Туреччини, що утворила на африканському узбережжі від північної Еритреї до кінця Африканського рогу до 1578 року свою провінцію Хабеш (турецьке позначення Ефіопії).

## Культура
Населення займалось рільництвом на зрошувальних землях та скотарством (в пустелях — кочовим верблюдарством та вівчарством), а також збиранням ароматичних смол, велике значення мала торгівля. Державною релігією був іслам (сунізм).
Традиції культури збереглись в Харерському еміраті та султанатах афар (Ауса, Таджура).